# Peuplement de l'Asie du Sud-Est
Le peuplement de l'Asie du Sud-Est est constitué de l'ensemble des vagues migratoires préhistoriques, puis historiques, qui ont abouti à la répartition actuelle des populations du Sud-Est asiatique. L'Asie du Sud-Est a connu des peuplements successifs d'humains archaïques, puis d'Hommes modernes australoïdes, remplacés au Néolithique par plusieurs vagues de populations austroasiatiques, taï-kadaï et austronésiennes.

## Les premiers habitants
La première vague d'expansion de l'Homme moderne à travers l'Asie du Sud, il y a environ 50 000 ans, reste mal cernée en raison de la rareté des fossiles humains et des vestiges archéologiques anciens découverts à ce jour. De plus, le climat tropical laisse peu de chances de pouvoir exploiter un ADN aussi ancien dans d'éventuels fossiles qui restent encore à trouver.
Selon les hypothèses actuelles, les premiers habitants de l'Asie du Sud-Est seraient les ancêtres de populations qu'on désigne sous le nom général de Négritos et qui regroupent notamment :
- les Aeta des Philippines ;
- les Andamanais autochtones ;
- les Mani de Thaïlande ;
- les Semang de la péninsule Malaise ;
- et d'autres peuplades de la région.

Ce nom, qui signifie petit Noir en espagnol, a été donné par les premiers visiteurs espagnols des Philippines, qui pensaient que ces populations venaient d'Afrique en raison de leur apparence physique et de leur petite taille.

### Fossiles
Deux dents trouvées anciennement dans la grotte de Lida Ajer, à l'Ouest de Sumatra, et attribuées à Homo sapiens, ont  été datées en 2017 entre 73 000 et 63 000 ans avant le présent (AP).
On a trouvé dans la Grande Grotte de Niah, au Sarawak, en Malaisie insulaire, un crâne d'homme moderne daté d'environ 40 000 ans. Toutefois, le lien avec les ancêtres des Négritos n'a pas été établi.

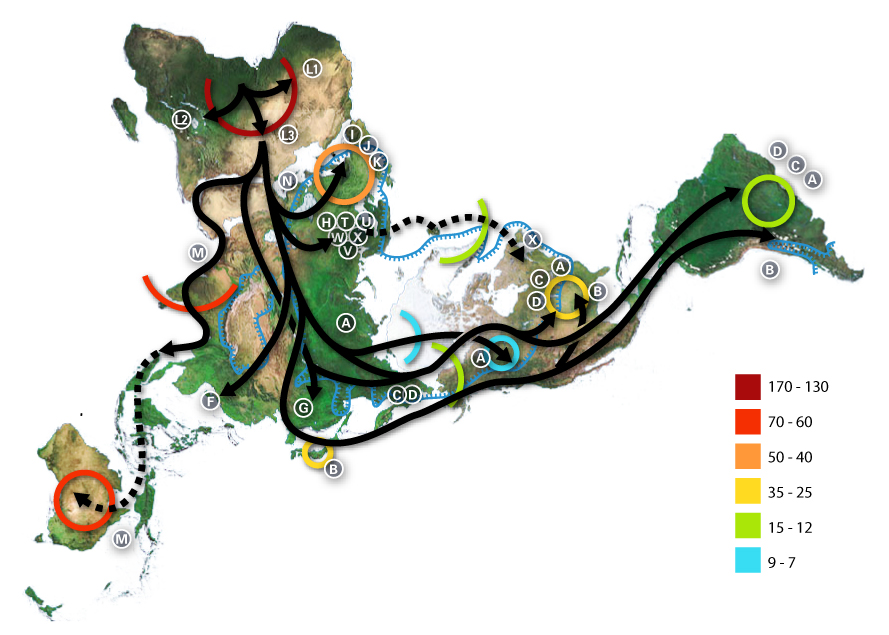
L'expansion de l'Homme moderne vue par l'ADN mitochondrial
(datations en milliers d'années avant le présent) :
- Africain: L, L1, L2, L3, L3
- Méditerranée: I, N
- Europe du Sud et Ouest: J, K, X
- Europe générale: H, V, X
- Europe du Nord: T, U, X
- Asie: A, B, C, D, E, F, G
- Australie : M
- Amérique: A, B, C, D, et X

### Génétique
On a tenté de reconstituer les grandes expansions humaines de la Préhistoire à partir de l'ADN des populations actuelles, d'abord avec l'ADN mitochondrial dans les années 1990, puis avec l'ADN-Y dans les années 2000. Le schéma ci-contre présente la version mitochondriale.
Plus récemment, deux génomes humains prénéolithiques qui ont été séquencés dans cette région (Laos vers 7800 AP et Malaisie vers 4300 AP) ont montré un apparentement avec les peuples andamanais modernes.
En 2021, l'ADN d'un humain moderne enterré il y a 7 000 ans sur la partie sud de l'ile de Sulawesi a montré qu'une grande partie de son génome correspondait à celui des Papous et des Aborigènes d'Australie d'aujourd'hui. Il appartenait à une société de chasseurs-cueilleurs et a été enterré sur le site aujourd'hui appelé Leang Panninge (« la grotte aux chauves-souris »). Cet individu descendait peut-être des premiers hommes modernes qui sont arrivés en Asie du Sud-Est depuis l'Afrique il y a environ 50 000 ans. Comme le génome des habitants autochtones de Nouvelle-Guinée et d'Australie, le génome de l'individu Leang Panninge contient des traces d'ADN de Dénisovien, ce qui tend à confirmer que les Dénisoviens occupaient une zone géographique plus vaste que la seule Océanie. Plus étonnant, l'individu Leang Panninge a hérité une autre partie de son génome d'une ancienne population australasiatique aujourd'hui disparue. Celle-ci représente une lignée humaine jusque-là inconnue qui a bifurqué au moment de la scission entre les groupes papous et indigènes australiens, il y a environ 37 000 ans.
Les preuves actuelles montrent que l'Homme moderne s'est installé dans le sud de la Chine dans la période fixée par les données génétiques, c'est-à-dire entre 50 000 et 45 000 ans et pas plus tôt. Une étude paloégénétique portant sur un fossile de la grotte de Malu Dong située dans le Yunnan au sud-ouest de la Chine semble montrer que les premiers colons humains anatomiquement modernes (AMH) du sud de l'Asie de l'Est (Asie du Sud-Est continentale [MSEA] et sud de la Chine) sont les ancêtres des derniers chasseurs-cueilleurs hoabinhiens, qui ont prospéré dans la région jusqu'à il y a environ 4 000 ans.

#### Génétique récente

Répartition des langues taï-kadaï

Les progrès récents en génétique des populations ont apporté de nouveaux éléments à la compréhension du peuplement de l'Asie du Sud-Est. Longtemps sous-représentée dans les bases de données génétiques mondiales, cette région a récemment fait l'objet d'analyses de grande envergure, qui complètent les approches archéologiques, linguistiques et paléoanthropologiques.  
En 2025, le projet SEA3K (South-East Asia 3K Genomes) a permis le séquençage des génomes de plus de 3'000 individus issus de 30 populations d'Asie du Sud-Est continentale, incluant de nombreux groupes indigènes. Les chercheurs ont mis au jour près de 23 millions de variantes génétiques inédites. Ces données reflètent une diversité génétique exceptionnelle, reflet d'une histoire démographique complexe faite de migration, d'isolements géographiques et de métissages multiples. 
L'analyse des signatures de sélection naturelle a permis d'identifier plusieurs régions du génome ayant évolué sous pression sélective, notamment des gènes liés à la pigmentation, l'immunité ou au métabolisme. Ces résultats soulignent que l'évolution humaine s'est poursuivie à un rythme rapide dans certaines populations, en réponse à des environnements spécifiques. 
Le projet a également mis en évidence une forte hétérogénéité dans les proportions d'ADN archaïque, notamment néandertalien et dénisovien, chez certaines populations. Jusqu'à trois épisodes ont été détectés, une diversité de croisement qui, à ce jour, semble inédite par son ampleur et sa répétition dans d'autres régions du monde. 

Ces résultats contribuent à une compréhension plus fine de l'histoire évolutive de l'Asie du Sud-Est et soulignent l'intérêt de mieux représenter les population de cette régions dans les recherches génétiques mondiales. 

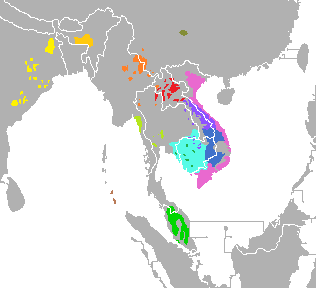
Répartition des langues austroasiatiques

## Les peuples delangues papoues
Il y a plus de 11 000 ans, la Nouvelle-Guinée était reliée à l'Australie, formant la masse continentale appelée Sahul. L'Australie avait été peuplée il y a au moins 40 000 ans par des migrations depuis la Wallacea. Ces migrations ont forcément eu lieu par voie maritime.

## Les peuples delangues austroasiatiques
Cette famille est principalement constituée des langues môn-khmer, parlées notamment au Cambodge et au Viêt Nam, et qui étaient anciennement parlées aussi dans le Sud de la Chine.

## Les peuples delangues taï-kadaï
Ces peuples vivent principalement en Thaïlande, au Laos, et dans les hautes terres de Chine du Sud, de Birmanie, et du Vietnam.

## Les peuples de langues austronésiennes

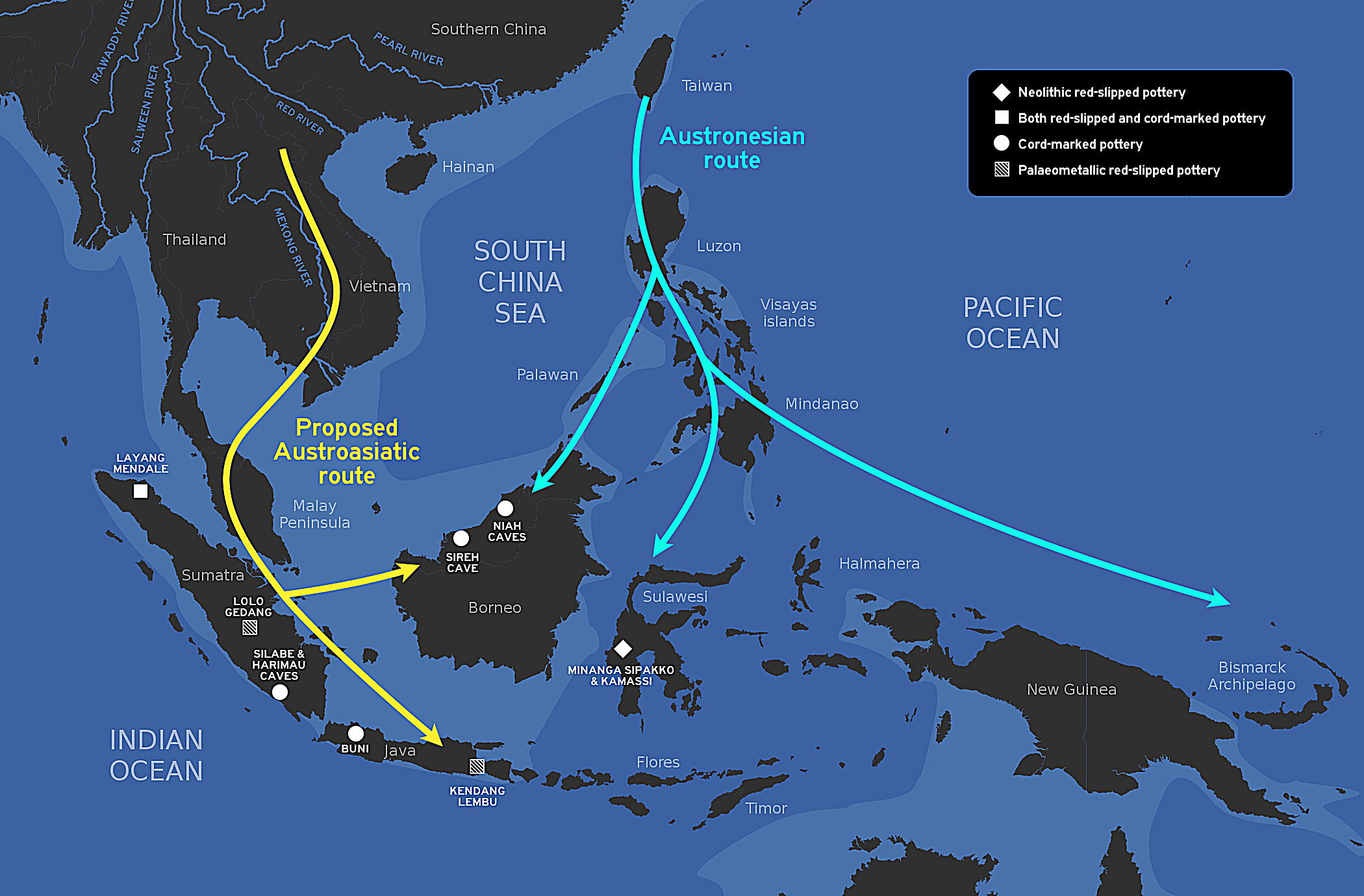
Hypothèse des migrations austroasiatiques (en jaune) et austronésiennes (en bleu)

Répartition actuelle des langues austronésiennes

Dès 1706, le philologue hollandais Hadrian Reland avait souligné les ressemblances entre le malais, le malgache et la langue parlée à Futuna dans le Pacifique (à partir du glossaire recueilli en 1616 par le navigateur Jacob Le Maire à Futuna). L'existence d'une famille linguistique qui s'étend de Madagascar à l'ouest aux îles du Pacifique à l'est est définitivement établie par Lorenzo Hervás en 1784 (Catalogo delle Lingue). En 1834, cette famille, étendue à l'île de Pâques, est baptisée "malayo-polynésienne" par le linguiste Wilhelm von Humboldt (frère du navigateur Alexander von Humboldt). On appelle désormais cette famille celle des langues austronésiennes. 
Ces langues sont parlées à Taïwan, en Asie du Sud-Est, dans l'océan Pacifique et à Madagascar. Leur foyer d'origine est la Chine du Sud, puis Taïwan. Selon le préhistorien Peter Bellwood, le ressort de cette expansion des Austronésiens depuis la Chine et Taïwan jusqu'aux Philippines, l'Indonésie, puis les îles du Pacifique serait la diffusion de l'agriculture. L'archéologie demeure insuffisante pour documenter ces mouvements dans le détail. Il faut alors faire appel à la linguistique. À partir de la répartition actuelle des langues austronésiennes et en étudiant leur arbre linguistico-généalogique, on est parvenu à reconstituer l'itinéraire d'expansion de ces groupes.
Il y a 7 000 à 8 000 ans ont lieu des révolutions néolithiques dans le centre et le sud de la Chine actuelle, dans les bassins des fleuves Yang-tsé et fleuve Jaune. Les hommes commencent à cultiver le millet au Nord et le riz au Sud. Les ancêtres des Austronésiens habitaient vraisemblablement les plaines du littoral de la Chine du Sud. Les ancêtres des Taï-kadaï, des Austroasiatiques et des Tibéto-Birmans habitaient plutôt les collines et piémonts. Des linguistes essaient de reconstituer une proto-langue commune austronésienne-tai kadai sur la base d'un vocabulaire commun entre les deux familles, notamment dans les domaines de l'agriculture et de l'élevage. On a en particulier identifié des mots communs pour le champ inondé, le riz, le taro, la canne à sucre, le bétail, le buffle, la hache, la pirogue.
Il y a 5 000 ans, des habitants du littoral commencent à traverser le détroit pour s'installer à Taïwan. Il y a environ 4 000 ans, des migrations ont lieu de Taïwan vers les Philippines. Les priorités économiques des Austronésiens semblent avoir été l'occupation de zones côtières. Après avoir migré vers les Philippines, une séparation s'opère. Des groupes commencent à migrer vers Sulawesi et Timor. Puis, ils se dispersent dans l'archipel indonésien. Il y a 3 500 ans, un autre mouvement mène des Philippines vers la Nouvelle-Guinée et, au-delà, vers les îles du Pacifique. Les Austronésiens sont sans doute les premiers grands navigateurs de l'histoire de l'humanité.
Un trait marquant des populations austronésiennes est leur capacité à s'adapter à des contextes écologiques contrastés. H. Forestier et D. Guillaud émettent un postulat, à savoir que « la différenciation est une caractéristique intrinsèque du groupe des Austronésiens ».
Les conditions locales semblent plus favorable à la culture du millet. Les Austronésiens "oublient" donc la culture du riz qu'ils pratiquaient sur le littoral chinois. Au début de l'ère chrétienne, on connaît en Inde l'ile de Java sous le nom de Yavadvipa en raison de son millet (yava). Un retour au riz sera possible à travers une redomestication de cette plante.
L'étude de l'organisation socio-politique de différentes populations austronésiennes actuelles révèle une structuration autour de lignages descendant d'un personnage fondateur qui forment des clans liés à un territoire et produisent une superstructure héréditaire à partir d'un chef, le datu(k). On constate un lien étroit entre organisation sociale et expression spatiale.
Cette dispersion dans l'espace forme un singulier contraste avec ce qu'on sait des anciennes sociétés sédentaires paysannes de la Chine méridionale, avec leurs systèmes sociaux complexes. Il semble qu'une constante qui régule le fonctionnement des sociétés austronésiennes soit l'opposition entre l'aîné du clan, qui détient la légitimité du pouvoir et garantit la perpétuation de l'ordre social, et le cadet, qui se retrouve dans une position de contestataire de l'autorité. Les mythes de fondation font souvent référence à un conflit aîné-cadet. Les noms des héros fondateurs comportent souvent le mot bungsu ou mweawu, qui signifie cadet. Une explication de cette propension des Austronésiens à migrer toujours plus loin pourrait donc s'expliquer par la décision d'un groupe de suivre un cadet entré en conflit avec son aîné chef de clan.
Toutefois, la biologie ne semble pas indiquer que des migrations humaines aient systématiquement accompagné ces diffusions culturelles. Une étude sur la variation du chromosome Y menée par un groupe de biologistes des États-Unis, d'Italie, du Royaume-Uni et de Taïwan conclut à un héritage paternel dans la majorité des habitants d'Océanie provenant de populations établies dans la région depuis le Pléistocène (c'est-à-dire il y a plus de 12 000 ans, donc antérieurement aux migrations austronésiennes). Cette étude montre par ailleurs un apport génétique chez les Indonésiens en provenance du nord (Philippines et Taïwan) associé à des populations d'agriculteurs, donc datant du Néolithique. Selon cette étude, tout se passe comme si les habitants de l'Océanie avaient adopté au Néolithique la langue et les techniques de populations originaires des Philippines sans que cela se traduise par l'établissement de celles-ci dans la région. En revanche, des populations venues du nord se seraient établies en Indonésie.

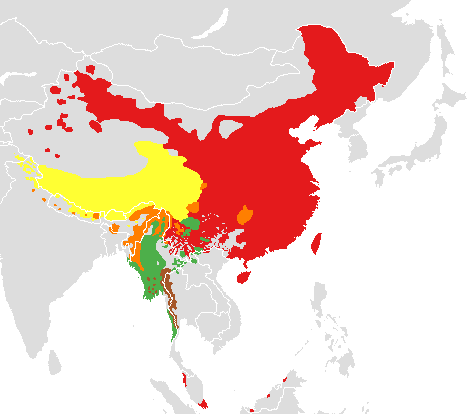
Répartition des langues sino-tibétaines

## Les peuples delangues tibéto-birmanes
Ces peuples vivent principalement au Tibet, en Chine du Sud et en Birmanie. Les migrations anciennes en Birmanie (en) amenèrent dans ce pays les Môns, de langue austroasiatique, et les Birmans et les Yi, venus de Chine du Sud et appartenant au groupe tibéto-birman.

## Chinois
La diaspora chinoise d'Asie du Sud-Est est d'implantation plus récente et n'a pris de l'ampleur qu'au XIXe siècle.